# Matriona Nieczeporczukowa
Matriona Siemionowna Nieczeporczukowa (ros. Матрёна Семёновна Нечепорчукова; ur. 3 kwietnia 1924 we wsi Wołczyj Jar w rejonie bałaklijskim w obwodzie charkowskim, zm. 22 marca 2017 w Stawropolu) – instruktorka sanitarna kompanii sanitarnej 100 gwardyjskiego pułku piechoty w składzie 35 GwDS Armii Czerwonej.

## Życiorys
Urodziła się w ukraińskiej rodzinie chłopskiej. Ukończyła szkołę pielęgniarek-akuszerek w Bałakliji, pracowała jako pielęgniarka w rejonowym szpitalu, od kwietnia 1943 służyła jako sanitariuszka w Armii Czerwonej na froncie wojny z Niemcami. Była instruktorką sanitarną kompanii sanitarnej 100 gwardyjskiego pułku piechoty w składzie 35 GwDS w składzie 8 Gwardyjskiej Armii 1 Frontu Białoruskiego, 1 sierpnia 1944 uczestniczyła w forsowaniu Wisły przez Armię Czerwoną w rejonie miejscowości Grzybów, udzielając pomocy 26 rannym żołnierzom. 
Podczas walk o Magnuszew w sierpniu 1944 wyniosła z pola walki rannego oficera i ewakuowała go na tyły, za co została odznaczona Orderem Sławy III klasy (11 sierpnia 1944). Od stycznia do marca 1945 brała udział w ewakuowaniu rannych i udzielaniu im pomocy medycznej podczas operacji wiślańsko-odrzańskiej, za co 13 kwietnia 1945 odznaczono ją Orderem Sławy II klasy. W kwietniu 1945 wraz z 100 gwardyjskim pułkiem piechoty 35 Gwardyjskiej Dywizji Piechoty brała udział w działaniach wojennych w składzie 6 Armii 1 Frontu Ukraińskiego, wynosząc z pola walki 78 rannych żołnierzy i oficerów, za co 15 maja 1946 otrzymała Order Sławy I klasy, stając się jedną z zaledwie czterech kobiet - pełnych kawalerów Orderu Sławy. W 1945 została zdemobilizowana, mieszkała we wsi Dmitrijewskoje, później we wsi Krasnogwardiejskoje w Kraju Stawropolskim, a od 1977 w Stawropolu. 

## Odznaczenia
Była odznaczona Orderem Wojny Ojczyźnianej I klasy, Medalem „Za Odwagę”, Medalem „Za zwycięstwo nad Niemcami w Wielkiej Wojnie Ojczyźnianej 1941–1945”, Medalem „Za wyzwolenie Warszawy”, „Za zdobycie Berlina”, Medalem Weteran pracy” i Medalem Florence Nightingale (nadanym przez Międzynarodowy Komitet Czerwonego Krzyża).